# مرشد

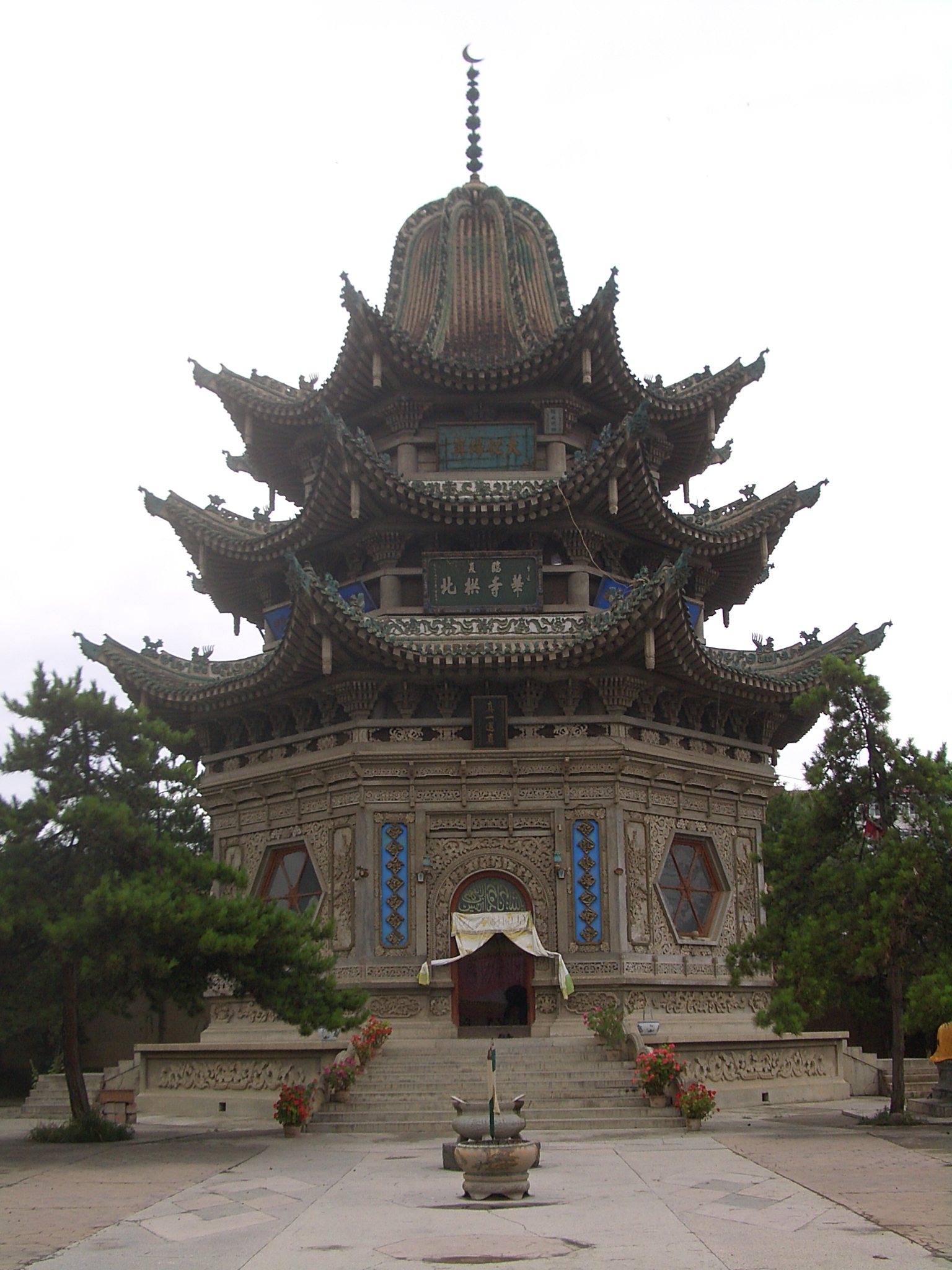
مقبره مرید ماتای بابا (۱۷۶۶-۱۶۸۱) - (۱۶۳۲-۱۷۰۹) چین.

مرشد در زبان عربی به معنای «راهنما» یا «معلم» است که از ریشه ر-ش-د به معنای اصلی داشتن درستی، معقول بودن، بالغ بودن گرفته شده‌است. این اصطلاح در تصوف به معنای راهنمای معنوی مورد اشاره قرار گرفته‌است. این اصطلاح در فرقه‌های صوفیانه مانند نقشبندیه، قادریه، چشتیه، شادیلیه و سهروردیه و شاذلیه به کرات به کار می‌رود.
راه تصوف از آنجا شروع می‌شود که مرید (دانش‌آموز) با یک  مرشد (راهنمای روحانی) بیعت کند. قرآن (۴۸:۱۰) در بیان این بیعت آغازین می‌گوید: همانا کسانی که با تو بیعت می‌کنند، آن را با کسی جز خدا بیعت نمی‌کنند. دست خدا بالای دستشان است.
نقش مرشد هدایت معنوی و آموزش زبانی شاگرد در مسیر صوفیانه است، اما «فقط کسی که خود به پایان راه رسیده باشد، به معنای کامل یک مرشد است».
مرشد معمولاً مجاز است تعلیم‌دهنده یک طریقت (مسیرهای معنوی) بشود. هر طریقت یک مرشد دارد که ریاست امور معنوی را برعهده دارد. او را با عنوان شیخ هر شیخ پیش از رسیدن به مقام شیخی، باید خلیفهٔ شیخ قبل از خود بشود یعنی جانشین او. فرآیندی که در آن شیخ یکی از شاگردان خود را به عنوان خلیفه (جانشین) معرفی می‌کند.

## اهمیت
در تصوف، انتقال نور الهی از قلب مرشد به مرید است که از هر منبع معرفتی پیشی می‌گیرد و (نزد صوفی‌ها) این تنها راه پیشرفت مستقیم به سوی نور الهی شمرده می‌شود. مفهوم «مرشد کامل اکمل» (همچنین به «انسان کامل» نیز معروف است) در اکثر طریقت‌ها قابل توجه است. این مفهوم بیان می‌کند که از پیش وجود تا ازل همیشه قطب یا انسان جهانی بر روی زمین باقی می‌ماند که مظهر کامل خداوند و در رکاب پیامبر اسلام خواهد بود.